# ميخائيل أوليفر (سياسي)
ميخائيل أوليفر (بالإنجليزية: Michael Oliver)‏ هو سياسي بريطاني، ولد في 13 يوليو 1940.